# Nolina matapensis
Espèce
Nolina matapensis est une espèce végétale de la famille des Asparagaceae. Cette plante est originaire du Mexique. 